# ピエトラガッラ
ピエトラガッラ（イタリア語: Pietragalla）は、イタリア共和国バジリカータ州ポテンツァ県にある、人口約4,100人の基礎自治体（コムーネ）。

## 地理

### 位置・広がり

#### 隣接コムーネ
隣接するコムーネは以下の通り。
- アチェレンツァ
- アヴィリアーノ
- カンチェッラーラ
- フォレンツァ
- ポテンツァ
- ヴァーリオ・バジリカータ